# St. Laurentius (Grefrath)

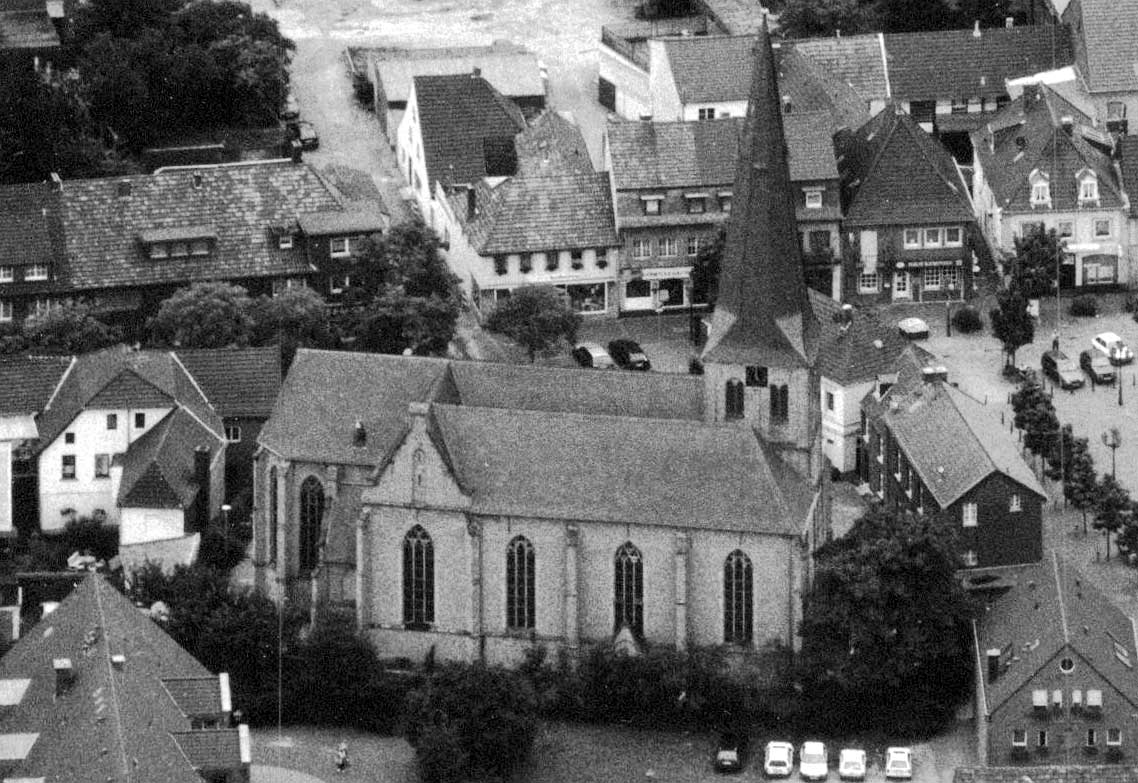
Pfarrkirche St. Laurentius

Die katholische Pfarrkirche St. Laurentius ist ein denkmalgeschütztes Kirchengebäude in Grefrath im Kreis Viersen (Nordrhein-Westfalen).

## Geschichte und Architektur
Die Vorgängerkirche, eine dreischiffige Basilika aus der Zeit um 1200, hatte einen Dreiapsidenabschluss und einen eingebauten Westturm. 1177 und 1219 wurde urkundlich der Besitz dieser Kirche dem Kloster Knechtsteden bestätigt. Dieses Gotteshaus wurde im 15. Jahrhundert zur derzeitigen Kirche umgebaut.
Der heutige vierschiffige, asymmetrische Tuffsteinbau wurde im 15. Jahrhundert wohl in zwei Bauabschnitten errichtet. Der viergeschossige Turm ist durch Lisenen und Rundbogenfriese gegliedert. Er wurde mit dem erneuerten rundbogigen Säulenportal in die gotische Westfassade eingebaut und mit einer steilen, gotischen Schieferpyramide gedeckt. Die Breite des Mittelschiffs ist durch die Breite des romanischen Vorgängerbaus bestimmt. Im Inneren ruhen über Rund- und Achteckpfeilern weiträumige Kreuzrippengewölbe. Das Mittelschiff und das nördliche Seitenschiff bilden eine Halle. Das Ostjoch des Nordschiffs ist als Querschiffarm ausgebildet, es ist im Schlussstein mit 1492 bezeichnet. Das vermutlich etwas ältere südliche Seitenschiff ist im Stile einer Pseudobasilika abgestuft. Es wurde 1962 um ein wiederum abgestuftes viertes Schiff in Backstein erweitert. Die Sakristei an der Chornordseite ist spätgotisch. Die Sakristei an der Chorsüdseite wurde 1901 angefügt. Der Innenraum wurde von 1962 bis 1963 neu verputzt und farbig gefasst. Von den Bleiglasfenstern des 19. Jahrhunderts ist nur noch das Cyriakusfenster im Ostjoch des Nordschiffes erhalten. Die Chorfenster wurden 1939 von Heinrich Dieckmann geschaffen.

## Ausstattung
- Ein romanisches Weihwasserbecken ist in der Turmhalle eingemauert.
- Ein ungefasstes Kruzifix ist aus dem 17. Jahrhundert.
- Die Standfiguren der Kirchenpatrone Laurentius und Cyriakus stammen vom ehemaligen Hochaltar, sie wurden am Anfang des 18. Jahrhunderts neu gefasst.

## Orgel
Die Hauptorgel wurde 1996 von dem Orgelbauer Lukas Fischer (Rommerskirchen) auf einer eigens dafür errichteten Empore über dem Haupteingang erbaut. In dem Instrument wurden Teile der Vorgängerorgel von 1928 übernommen. Um das Klangbild zu verbessern, entschied man sich dazu, den zuvor im Turm untergebrachten Großteil der Pfeifen ebenfalls auf der Empore zu installieren. Das Instrument befindet sich in einem massiven Eichenholzgehäuse. Es hat 30 Register (1920 Pfeifen, darunter 4 stumme Prospektpfeifen) auf drei Manualen und Pedal. Man stellte fest, dass eine Orgel mit elektrischer Traktur aufgrund der gegebenen Umstände nicht erneut in Frage kam, daher entschied man sich für eine komplett mechanisch betriebene Orgel, welche aber aufgrund des Platzmangels schwer zu realisieren war. Daher ragt die Orgelempore ca. 3,5 Meter in den Raum hinein. Die Windanlage ist in der dahinterliegenden Turmkammer untergebracht, von wo aus zwei Keilbälge die Orgel betreiben (Winddruck 65 mm Ws.). 
| I Rückpositiv C– |       |
| Gedackt          | 8'    |
| Quintade         | 8'    |
| Rohrflöte        | 4'    |
| Prinzipal        | 4'    |
| Sesquialter II 0 |       |
| Oktave           | 2'    |
| Larigot          | 1 ⁄3' |
| Scharff IV       | 1'    |
| Krummhorn        | 8'    |
| Tremulant        |       |

| II Hauptwerk C– |        |
| Bordun          | 16'    |
| Prinzipal       | 08'    |
| Hohlflöte       | 08'    |
| Oktave          | 04'    |
| Superoktave0    | 02'    |
| Mixtur IV       | 01 ⁄3' |
| Mixtur V        | 02'    |
| Trompete        | 08'    |
| Clairon         | 04'    |

| III Récit expressif C– |        |
| Bordun                 | 8'     |
| Koppelflöte            | 4'     |
| Nasat                  | 2 ⁄3'  |
| Flöte                  | 2'     |
| Terz                   | 1 3⁄5' |
| Vox humana             | 8'     |
| Tremulant              |        |

| Pedal C–     |     |
| Kontrabass 0 | 16' |
| Subbass      | 16' |
| Prinzipal    | 08' |
| Oktavflöte   | 04' |
| Posaune      | 16' |
| Trompete     | 08' |

- Koppeln: I/II, III/II, I/P, II/P, III/P

Zudem existiert eine Kleinorgel, welche sich links neben dem Altarraum beim Chorgestühl befindet. Sie wurde zusammen mit der Hauptorgel 1996 von Orgelbauer Lukas Fischer aus Rommerskirchen fertiggestellt. Sie verfügt über sechs Register (Regal 8', Flöte (D) 8', Rohrflöte 4', Gedackt (B) 8', Gedackt (D) 8', Prinzipal 2') auf einem Manual, welches in Bass und Diskant aufgeteilt ist.

## Pfarrer
Folgende Priester waren bisher Pfarrer an St. Laurentius bzw. seit 2013 Pfarrer der Großpfarre St. Benedikt:
- 1906–1940 Jakob Rollbrocker
- 1941–1959 Wilhelm Janßen
- 1959–1971 Friedrich Jansen
- 1971–1996 Günther Klußmeier
- Seit 1997 Johannes Quadflieg